# Carapeguá
Carapeguá é um distrito do Paraguai, localizado no departamento de Paraguarí. Possui uma população de 32.939 habitantes e uma área de 435 km². Sua economia é baseada na agricultura e pecuária.

## Transporte
O município de Carapeguá é servido pelas seguintes rodovias:
- Caminho em pavimento ligando a cidade de Mbuyapey ao município de Guarambaré  (Departamento Central)
- Ruta 01, que liga a cidade de Assunção ao município de Encarnación (Departamento de Itapúa).[1][2][3]